# マルガ・ペテルセン
マルガ・ペテルセン（Marga Petersen、1919年9月18日 - 2002年9月22日）は、ドイツの陸上競技選手。1940年代から1950年代にかけて活躍した女子短距離選手。1952年ヘルシンキオリンピックの銀メダリストである。ブレーメン出身。

## 経歴
ペテルセンは、15歳のときに、病気で出場できなかった子の代役として、洋服にウォーキングシューズといったいでたちのまま急遽出場したレースで勝利したという逸話が残っている。17歳となった1936年には、地元の大会の4×100mリレーで優勝。戦後1946年になり、100mと4×100mリレーのドイツチャンピオンに輝くと、1947年も同様の成績を残し、同年のスポーツウーマンオブザイヤーに輝く。1948年、1949年も両種目で優勝。1949年の4×100mリレーのタイムはドイツ新記録でもあった。1951年も両種目で優勝を果たすと、同年、ドイツスポーツ界最高の栄誉である「銀の月桂樹の葉」を授与された。また、同年には、室内の50mのヨーロッパ新記録も樹立している。
1952年になり、ペテルセンは初めてのオリンピック出場を果たす。100mは準決勝で敗れたものの、4×100mリレーは、マリア・ザンダー、ウルスラ・クナッブ、ヘルガ・クラインとともにドイツの銀メダル獲得に貢献した。この栄誉に対し、ペテルセンは、異例の2度目となる「銀の月桂樹の葉」を授与された。

## 主な実績
| 年   | 大会         | 場所                     | 種目         | 結果      | 記録  |
| ---- | ------------ | ------------------------ | ------------ | --------- | ----- |
| 1952 | オリンピック | ヘルシンキ(フィンランド) | 100m         | 5位（sf） | 12秒1 |
| 1952 | オリンピック | ヘルシンキ(フィンランド) | 4×100mリレー | 2位       | 45秒9 |

- sfは準決勝